# Српска православна црква Светог Ђорђа у Бечеју
Српска православна црква Светог Ђорђа у Бечеју је подигнута у периоду од 1851. до 1858. године и убраја се у споменике културе у категорији непокретних културних добара од великог значаја.
Црква посвећена Светом Георгију (Ђорђе)у Бечеју је једнобродна грађевина са полигоналном апсидом и певничким просторима који су обележени благим правоугаоним испустима, видљивим на фасади тако да разбијају раван подужних зидова, по пројекту прорачуну радова Јована Сомборског и Андрије Шмауса. Акценат градње и архитектуре је стављен на западно прочеље, чијем репрезентативном изгледу доприносе отворени портик у ширини наоса и три звоника, који представљају Свето Тројство од којих је средњи двоспратни, висине 52 метра, и нижи бочни, висине 34 метра, прислоњени уз западни део храма. Барокна обележја грађевине огледају се у декоративној обради фасада са каменом пластиком биљног карактера, концентрисаном пре свега око отвора, као и на упечатљивом главном улазу у цркву, испред кога су четири висока коринтска стуба. 
Ентеријером доминира иконостас подигнут десет година након изградње храма, дело мајстора Јохана Кистнера из Беча. У периоду између 1889. и 1893. године Урош Предић је насликао престоне иконе са стојећим фигурама светитеља, над њима празничне иконе и представу Свете Тројице над царским дверима, а у највишој зони Распеће и овалне иконе са ликовима апостола, пророка и јеванђелиста. 
Обимнија реконструкција храма је изведена 1931. године, када је повећан хор, проширени северни и јужни улази и изграђене нове степенице. Услед ратних дејстава у октобру 1944. године, оштећен је средњи торањ, а обнова торњева и крова цркве је изведена 1965—1966. године.

## Галерија
- Улаз у цркву
- Унутрашњост цркве
- Олтар цркве
- Иконостас цркве
- Олтарски део са иконостасом
- Унутрашњост цркве